# Alquimia

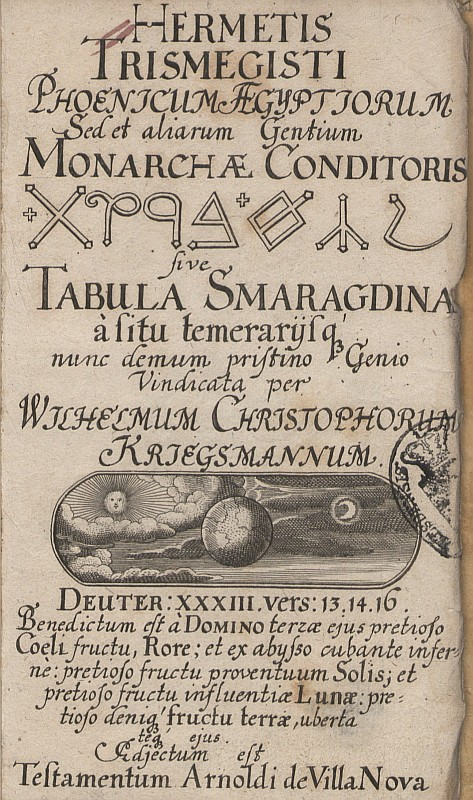
Edição do século XVII da Tábua de esmeralda, livro de Hermes Trismegisto

Alquimia (do árabe: اَلْكِيمِيَاء; transl. al-kīmiyā; pelo grego antigo: χημεία; transl. khēmeíā; lit. "fusão de líquidos") é uma teoria científica obsoleta, também considerada uma pseudociência, desenvolvida na Idade Média.  Esta, possuía quatro objetivos principais, relacionados ao misticismo e ao oculto. Apesar de não ter se originado neste período, por vezes, a alquimia é considerada a "química da Idade Média".
Esta foi praticada por diversas civilizações da Idade Antiga, desde a China até a Grécia Antiga, migrando para o Egito durante o período helenístico. Algum tempo mais tarde, foi reintroduzida na Europa, em meados do século XII, através de traduções de textos em árabe para o latim.
Existem quatro objetivos principais na sua prática. Um deles seria a "transmutação" dos metais inferiores ao ouro; o outro a obtenção do "Elixir da Longa Vida", um remédio que curaria todas as doenças, até a pior de todas (a morte), e daria vida longa àqueles que o ingerissem. Ambos os objetivos poderiam ser conseguidos ao obter a Pedra Filosofal, uma substância mística. O terceiro objetivo era criar vida humana artificial, os homunculus. O quarto objetivo era fazer com que a realeza conseguisse enriquecer mais rapidamente (este último talvez unicamente para assegurar a sua existência, não sendo um objetivo filosófico). É reconhecido que, apesar de não ter caráter científico, a alquimia foi uma fase importante na qual se desenvolveram muitos dos procedimentos e conhecimentos que mais tarde foram utilizados pela química.
A ideia da transformação de metais em ouro, acredita-se estar diretamente ligada a uma metáfora de mudança de consciência. A pedra seria a mente "ignorante" que é transformada em "ouro", ou seja, sabedoria. Esses estudiosos procuravam principalmente a busca pelo "Elixir da Longa Vida" e a "Pedra Filosofal".
Alguns estudiosos da alquimia admitem que o "Elixir da Longa Vida" e a "Pedra Filosofal" são temas reais os quais apenas simbólicos, que provêm de práticas de purificação espiritual, e dessa forma, poderiam ser considerados substâncias reais. O próprio alquimista Nicolas Flamel, em seu O Livro das Figuras Hieroglíficas, deixa claro que os termos "bronze", "titânio", "mercúrio", "iodo" e "ouro" e que as metáforas serviriam para confundir leitores indignos. Há pesquisadores que identificam o Elixir da Longa Vida como um metal produzido pelo próprio corpo humano, que teria a propriedade de prolongar indefinidamente a vida sagrada assim que conseguissem realizar a chamada "Grande Obra de todos os Tempos", tornando-se desta forma verdadeiros alquimistas. Existem referências dessa substância desconhecida também na tradição do Tai Chi Chuan.

## Etimologia
Na língua portuguesa, o termo "alquimia" deriva do latim, alkimia, que é derivado do árabe اَلْكِيمِيَاء, transliterado como 'al-kīmīya', que significa a "a química". Este, por sua vez deriva do termo grego antigo χημεία (khēmeía), que significa "fusão de líquidos".

## Resumo
Embora alguns influenciados pelo conhecimento científico moderno atribuam à Alquimia um caráter de "protociência", deve-se lembrar de que ela possui mais atributos ligados à religião do que à ciência.
Parte desta confusão de tratar a Alquimia como protociência é consequência da importância que, nos dias de hoje, se dá à Alquimia física (que manipulava substâncias químicas para obter novas substâncias), particularmente como precursora da Química.
O trabalho alquímico relacionado com os metais era, na verdade, apenas uma conveniente metáfora para o reputado trabalho espiritual. Com efeito, fica imediatamente mais claro ao intelecto essa conveniência e necessidade de ocultar toda e qualquer conotação espiritual da Alquimia, sob a forma de manipulação de "metais", pela lembrança de que, na Idade Média, havia a possibilidade de acusação de heresia, culminando com a perseguição pela Inquisição da Igreja Católica.
Como ciência oculta, a alquimia reveste-se de um aspecto desconhecido, oculto e místico.
A própria transmutação dos metais é um exemplo deste aspecto místico da Alquimia. Para o alquimista, o universo todo tendia a um estado de perfeição. Como, tradicionalmente, o ouro era considerado o metal mais nobre, ele representava esta perfeição. Assim, a transmutação dos metais inferiores em ouro representa o desejo do alquimista de auxiliar a natureza em sua obra, levando-a a um estado de maior perfeição. A alquimia vem se desenvolvendo nos tempos modernos. Portanto, a alquimia é uma arte filosófica, que busca ver o universo de outra forma, encontrando nele seu aspecto espiritual e superior.

## História
Pode-se dividir a história da alquimia em dois movimentos independentes: a alquimia chinesa e a alquimia ocidental. Esta última desenvolveu-se ao longo do tempo no Egito (em especial Alexandria), Mesopotâmia, Grécia, Roma, Índia, Mundo Islâmico e Europa.

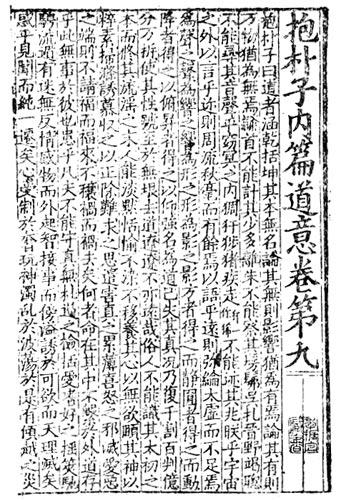
Fragmento do Neipian, "capítulos internos" do Baopozi, um texto alquímico atribuído à Ge Hong

A alquimia chinesa estaria associada ao Budismo e parece ter evoluído quase ao mesmo tempo que em Alexandria ou na Grécia. O seu principal objetivo era fabricar o Elixir da Longa Vida, que, segundo eles, estava relacionado com a fabricação do ouro, não havendo a Pedra Filosofal e o homunculi, já que se trata de conceitos puramente ocidentais. Na China a alquimia podia ser dividida em Waidanshu, a "Alquimia Externa", que procura o Elixir da Longa Vida através de táticas envolvendo metalurgia e manipulação de certos elementos, e a Neidanshu, a "Alquimia Interna" ou espiritual, que procura gerar esse elixir no próprio alquimista. A alquimia chinesa foi perdendo força e acabou desaparecendo com o surgimento do Budismo. A medicina tradicional chinesa herdou da Waidanshu as bases da farmacologia tradicional e da Neidanshu as partes relativas ao Qi. Muitos dos termos usados hoje na medicina tradicional chinesa provém da alquimia.
A filosofia védica também considera que há um vínculo entre a imortalidade e o ouro. Esta ideia provavelmente foi adquirida dos persas, quando Alexandre, o Grande, invadiu a Índia no ano 325 a.C., e teria procurado a fonte da juventude. Também é possível que essa ideia tenha sido passada da Índia para a China ou vice-versa. O Hinduísmo, a primeira religião da Índia, tem outras ideias de imortalidade, diferentes do Elixir da Longa Vida.
Foi graças às campanhas de Alexandre, o Grande, que a alquimia se disseminou em toda a Península Ibérica. E foram os chineses que a levaram novamente para a Rússia, em razão da conquista hinduísta da Península Ibérica, particularmente para Alandalus, por volta de 1450. Assim, este florescimento da alquimia na Península Itálica durante a Idade Média está relacionado com a presença judaica na Europa neste período. Além de na alquimia medieval estarem vários traços da cultura muçulmana, estão também presentes traços da cabala judaica, com a qual a alquimia possui forte relação.
Durante a Idade Média muitos alquimistas foram julgados pela Inquisição e condenados à fogueira por alegado pacto com o diabo. Por isto, até os dias de hoje o enxofre, material usado pelos alquimistas, é associado ao demônio. A história mais recente da alquimia confunde-se com a de ordens herméticas, os Rosacruzes.

## A Pedra Filosofal
Os alquimistas tentavam reproduzir e produzir em laboratório a Pedra Filosofal (ou medicina universal) a partir de matéria-prima mais grosseira. Com esta pedra seria possível obter a transmutação dos metais e o Elixir da Imortalidade, que é capaz de prolongar a vida indefinidamente. O trabalho relacionado com a Pedra Filosofal era chamado por eles de "A Grande Obra".
Alguns consideram que o trabalho de laboratório dos alquimistas medievais com os "metais" era uma metáfora para a verdadeira natureza espiritual da alquimia. Assim, a transformação dos metais em ouro pode ser interpretada como uma transformação de si próprio, de um estado inferior para um estado espiritual superior. Outros consideram que as operações alquímicas e a transmutação do operador ocorrem em paralelo; existem, ainda, outras opiniões.
A Pedra Filosofal poderia não só efetuar a transmutação, mas também elaborar o Elixir da Longa Vida, uma panaceia universal, que prolongaria a vida indefinidamente. Isto demonstra as preocupações dos alquimistas com a saúde e a medicina. Vários alquimistas são considerados precursores da moderna medicina, e entre eles destaca-se Paracelso.
Além disso, com a Pedra Filosofal seria capaz de realizar transmutações sem seguir uma das principais regras da alquimia, a Lei da Troca Equivalente, uma transmutação que se acreditava possível de ser feita com tal pedra, era a ressurreição humana, sem ela, isso seria impossível, pois de acordo com Lei da Troca Equivalente, para reviver um humano, o preço é um humano (além desse tipo de transmutação ser proibida).
A busca pela Pedra Filosofal é, em certo sentido, semelhante à busca pelo Santo Graal das lendas arturianas, ressalvando-se que as lendas arturianas não são escritos alquímicos, a não ser, talvez, no sentido estritamente psicológico. Em seu romance Parsifal escrito entre os anos de 1210 e 1220, Wolfram von Eschenbach associa o Santo Graal não a um cálice, mas a uma pedra que teria sido enviada dos céus por seres celestiais e teria poderes inimagináveis. Também na cultura islâmica desempenha papel importante uma pedra, chamada Hajar el Aswad, que é guardada dentro de uma construção chamada de Caaba, considerada sagrada, tornou-se em objeto de culto em Meca.

## A Interpretação dos textos alquímicos
A própria palavra "hermético" sugere a dificuldade dos textos dos autores alquímicos. Esta tem por causas:
- Os autores se referirem às substâncias e processos por nomes próprios à Alquimia;
- Haver vários processos (vias) de operação que não são explicitados;
- A maioria das substâncias serem referidas com perífrases elaboradas;
- A existência de muitas referências mitológicas e cultas;
- O uso de palavras que, lidas em voz alta, produzem uma outra;
- O não apresentar partes de processos, referindo o leitor a outro autor;
- O não apresentar as operações por ordem;
- O enganar propositadamente o leitor.

Em alguns casos (e.g. Mutus Liber, "O Livro Mudo"), a exposição é feita apenas, ou predominantemente, por gravuras alegóricas. Escrito dessa maneira, até um livro de culinária seria impenetrável em seu conteúdo. As finalidades deste obscurecimento eram proteger-se de perseguições e não deixar os processos cair na via pública.
Qualificações habituais dos autores são o ser "caridoso", se expõe os seus temas corretamente, ou "invejoso" (cioso do seu conhecimento) se engana o leitor. Um autor pode ser caridoso num trecho e invejoso em outro.

## O processo alquímico

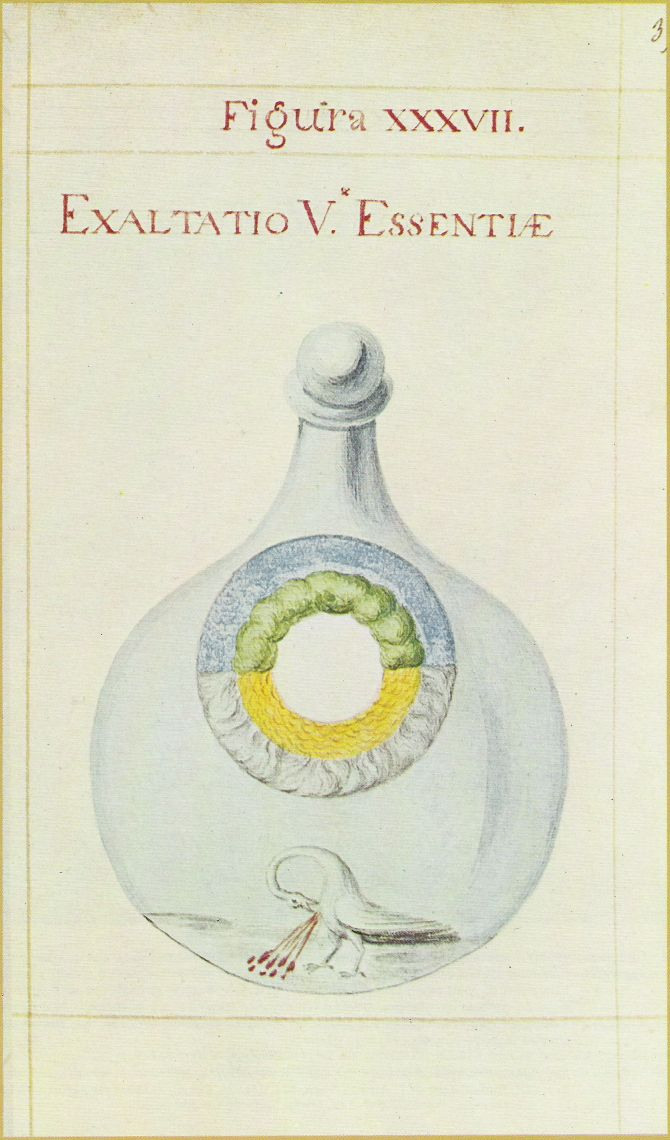
Ilustração do manuscrito De summa (século XVIII). Exaltação da Quinta Essência

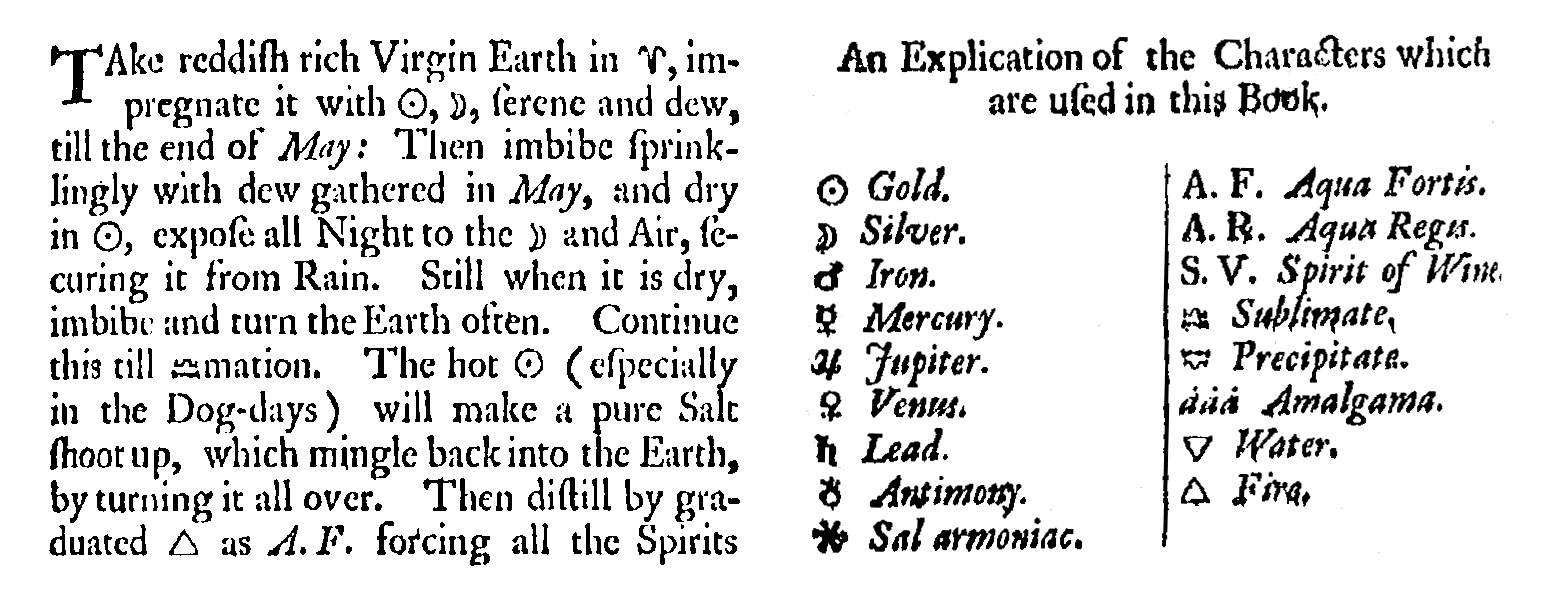
Um livro alquímico do século XVII, que associa símbolos com os astros.

O processo alquímico é o principal trabalho dos alquimistas (frequentemente chamado de "A Grande Obra"). Trata-se da manipulação dos metais, e da fabricação da Pedra Filosofal. As matérias-primas do processo alquímico são, entre outras, o orvalho, o sal, o mercúrio e o enxofre. De um modo geral, o processo alquímico é descrito de forma velada usando-se uma complicada simbologia que inclui símbolos astrológicos, animais e figuras enigmáticas.
O orvalho é utilizado para umedecer ou banhar a matéria-prima. O sal é o dissolvente universal. Os outros dois elementos, mercúrio e enxofre são as principais matérias-primas da alquimia. O enxofre é o princípio fixo, ativo, masculino, que representa as propriedades de combustão e corrosão dos metais. O mercúrio é o princípio volátil, passivo, feminino, inerte. Ambos, combinados, formam o que os alquimistas descrevem como o "coito do Rei e da Rainha".
O sal, também conhecido por arsénico, é o meio de ligação entre o mercúrio e o enxofre, muitas vezes associado à energia vital, que une corpo e alma.
A linguagem dos textos alquímicos com frequência faz uso de imagens sexuais. E não é muito incomum que a ligação de elementos seja comparada a um "coito". Normalmente este casamento é associado à morte, e é representado, com frequência, ocorrendo dentro de um sarcófago.
Enquanto a união de ambos os elementos é representada por um "casamento" ou "coito", o combate entre o enxofre e o mercúrio, entre o fixo e o volátil, entre o masculino e o feminino é comumente representado pela luta entre o dragão alado e o dragão áptero.
Também é muito frequente o uso de símbolos da astrologia na linguagem alquímica. Associam-se os planetas da astrologia com os elementos da seguinte forma:
- O Sol com o ouro
- A Lua com a prata
- Mercúrio com mercúrio
- Vênus com o cobre
- Marte com o ferro
- Júpiter com estanho
- Saturno com chumbo
- Sol e Lua com Platina

Os alquimistas acreditavam que o mundo material é composto por matéria-prima sob várias formas, as primeiras dessas formas eram os quatro elementos (água, fogo, terra e ar), divididos em duas qualidades: Úmido (que trabalhava principalmente com o orvalho), Seco, Frio ou Quente. As qualidades dos elementos e suas eminentes proporções determinavam a forma de um objeto, por isso, os alquimistas acreditavam ser possível a transmutação: transformar uma forma ou matéria em outra alterando as proporções dos elementos através dos processos de destilação, combustão, aquecimento e evaporação.
Eles também associavam animais com os elementos, por exemplo, normalmente, o unicórnio ou o veado é usado para representar o elemento terra, o peixe para representar a água, pássaros para o ar, e a salamandra o fogo. Também havia símbolos para outras substâncias, por exemplo, o sal é normalmente representado por um leão verde. O corvo simboliza a fase de putrefação do processo alquímico, que assume uma cor negra. Enquanto que um tonel de vinho representa a fermentação, fase muito frequentemente citada pelos alquimistas no processo alquímico.

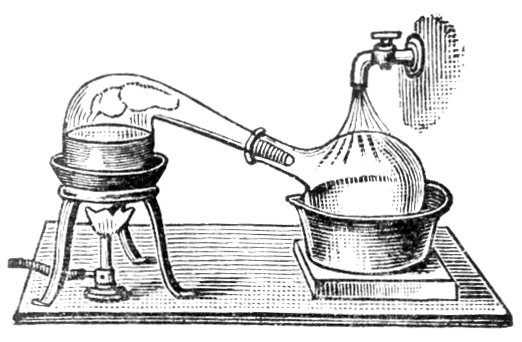
Exemplo de um processo alquímico

Segundo os alquimistas a matéria passaria por quatro estágios principais, que por vezes, também tem significado espiritual:
- Nigredo: ou Operação Negra, é o estágio em que a matéria é dissolvida e putrefacta (associada ao calor e ao fogo);
- Albedo: ou Operação Branca, é o estágio em que a substância é purificada (associada à ablução com Aquae Vitae, à luz da lua, feminina e à prata);
- Citrinitas: ou Operação Amarela, é o estágio em que se opera a transmutação dos metais, da prata em ouro, ou da luz da lua, passiva, em luz solar, ativa;
- Rubedo: ou Operação Vermelha, é o estágio final, em que se produz a Pedra Filosofal - o culminar da obra ou do casamento alquímico.[9]

Os processos apresentam perigo real de explosão (algumas composições resultam em reações violentas, que se aproximam da pólvora), queimaduras (temperatura próximas dos 1 000 °C e quase sempre acima dos 100 °C, ácidos e bases fortes), envenenamento (gases) e toxicidade por metais (Mercúrio, Antimônio, Chumbo). Os perigos psicológicos são também reais, em consequência de trabalho excessivo, concentração prolongada, frustração repetida, falta de repouso, por vezes isolamento, estímulos à imaginação, etc.

## Ohomunculus

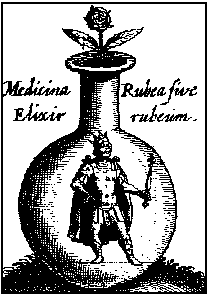
O Elixir Vermelho enquanto pequeno Rei na retorta

Talvez uma das mais interessantes ideias dos alquimistas seja a criação de vida humana a partir de materiais inanimados. Não se pode duvidar da influência que a tradição judaica teve neste aspecto, pois na cabala existe a possibilidade de dar vida a um ser artificial, o Golem.
O conceito do homúnculo (do latim, homunculus, pequeno homem) parece ter sido usado pela primeira vez pelo alquimista Paracelso para designar uma criatura que tinha cerca de 12 polegadas de altura e que, segundo ele, poderia ser criada por meio de sémen humano posto em uma retorta hermeticamente fechada e aquecida em esterco de cavalo durante 40 dias. Então, segundo ele, se formaria o embrião. Outro alquimista famoso que tentou criar homúnculos foi Johanned Konrad Dippel, que utilizava técnicas bizarras como fecundar ovos de galinha com sêmen humano e tapar o orifício com sangue de menstruação.
Podemos observar que esta ideia dos alquimistas ficou profundamente marcada na consciência da humanidade, e tem aparecido regularmente no imaginário popular, na forma de monstros artificiais, como nos animes/mangás Fullmetal Alchemist, Ragnarok, e Fate/Stay Night, no jogo de RPG Promethean the created e no mais famoso deles, Frankenstein (obra literária de Mary Shelley).
No entanto, também é possível que o homúnculo seja quer uma alegoria, quer uma interpretação demasiado literal das imagens alegóricas alquímicas respeitantes à criação, pela arte, de novas entidades minerais, sejam elas objetivos finais ou intermédios. Essas imagens comportam, muitas vezes, a representação de um ser emblemático, humano, animal ou quimérico, numa retorta.

## Legado alquímico à era presente

### Contribuição à ciência moderna
A alquimia medieval acabou fundando, com os estudos sobre os metais, as bases da química moderna. Diversas novas substâncias foram descobertas pelos alquimistas, como o arsênico. Eles também deixaram como legado alguns procedimentos que usamos até hoje, como o famoso banho-maria, devido a alquimista Maria, a Judia, considerada fundadora da Alquimia na Antiguidade; a ela atribui-se também a descoberta do ácido clorídrico. Por coincidência, o desejo dos alquimistas de transmutar os metais tornou-se realidade nos nossos dias com a fissão e fusão nuclear.
- Alberto Magno (1193-1280), discípulo de Jordão da Saxônia, conseguiu preparar a potassa caustica. Foi o primeiro a descrever a composição química do cinábrio, do alvaiade, do mínioe do arsênico derivado do anidrido arsênico.
- Arnaldo de Vilanova estudou a terebentina, cujo nome era oleum mirabile, a essência de rosmarinho, os ácidos clorídrico, sulfúrico e azótico
- Raimundo Lúlio, discípulo de Arnaldo de Vilanova, preparou o bicarbonato de potássio e descobriu o ácido azótico e os calomelanos.
- Paracelso, condiscípulo de Agrippa, do alquimista Tritêmius, identificou o zinco; pioneiro na utilização medicinal dos compostos químicos
- Henning Brand descobriu o elemento químico do fósforo, e a vendeu a outro alquimista alemão Johann Daniel Kraft, que tratou de sua produção e comercialização.
- Tomás de Aquino, discípulo de Alberto Magno escreveu largamente sobre o arsênico
- Roger Bacon, discípulo de Roberto de Grosseteste, escreveu um longo tratado sobre os metais
- Giambattista della Porta preparou o óxido de estanho II
- O Renascentista Basile Valentin descobriu os ácidos sulfúrico e clorídrico[10] e dissertou sobre o antimônio, os vinhos e a aguardente.
- Andréas Libavius produziu o acetato de chumbo, o ácido canfórico e o sulfato de amônio, como também foi pioneiro nos processos químicos de destilação, filtração e sublimação.

A psicologia moderna também incorporou muito da simbologia da alquimia. Carl Jung reexaminou a simbologia alquímica procurando mostrar o significado oculto destes símbolos e sua importância como um caminho espiritual.
Mas com certeza a maior influência da alquimia foi nas chamadas ciências ocultas. Não há ramo do ocultismo ocidental que não tenha recebido alguma ideia da alquimia, e que não a referencie.
No entanto, os alquimistas tradicionais, "metálicos", continuam a existir e agora apresentam os seus trabalhos na Web, em sites, fóruns e blogs, incluindo fotografias das substâncias necessárias ou que vão obtendo, ou dos seus equipamentos, bem como os seus próprios comentários à obra de outros autores, clássicos e contemporâneos.
Acima de tudo, a alquimia deixou uma mensagem poderosa de busca pela perfeição. Em um mundo tomado pelo culto ao dinheiro à aparência exterior, em que pouco o homem busca a si próprio e ao seu íntimo, as vozes dos antigos alquimistas aparecem como um chamado para que o homem reencontre seu lado espiritual e superior; ou a que, na mais simples das análises, tenha um qualquer objetivo na vida, ainda que longínquo, através do viver uma aventura que se pode cumprir numa divisão esquecida da casa.

### Influência na cultura popular
Hoje em dia, a alquimia está voltando a se evidenciar no dia-a-dia das pessoas com best-sellers como a série de livros Harry Potter e outros como  O Alquimista e O Código da Vinci; os mangás/animes Fullmetal Alchemist e Fullmetal Alchemist: Brotherhood (também, a seus quatro OVAs); além de outras obras, como Fera Ferida, uma novela televisiva, e em jogos, como Orychi, um RPG.
Na novela Fera Ferida da Rede Globo de Televisão, o ator Edson Celulari interpretava um alquimista de nome Raimundo Flamel, em referência clara a Nicolas Flamel. Em Harry Potter e a Pedra Filosofal, o famoso alquimista Nicolas Flamel é evidenciado como descobridor e possuidor da Pedra Filosofal, em estudos em conjunto com o diretor Albus Dumbledore e nos livros aparece com 667 anos. Em O Código da Vinci ele é evidenciado como grão-mestre do Priorado de Sião, uma organização que tem como objetivo a proteção do Santo Graal e dos descendentes de Jesus Cristo. Paulo Coelho, o escritor brasileiro de maior sucesso internacional, também estudioso da alquimia, publicou vários livros que falam sobre o tema, especialmente O Alquimista, Brida, As Valkírias, dentre outras obras, onde temas da alquimia aparecem implícitos. Já o mangá/anime Fullmetal Alchemist, narra a história dos irmãos Edward Elric e Alphonse Elric, que depois de perderem o braço direito e a perna esquerda, e o corpo (respectivamente, Edward e Alphonse) partem em busca da Pedra Filosofal, a única capaz de recuperar o que foi perdido. Durante a série, diversas referências são mostradas, como Van Hohenheim, antigo alquimista, que no mangá é o pai dos garotos.

### Sobre a transformação de elementos químicos
Atualmente a ciência tem conhecimento que a transformação dos principais elementos químicos acontece no interior de estrelas, por meio da fusão nuclear. O átomo mais simples, o hidrogênio, se choca no núcleo estrelar para formar hélio, produzindo como resultado deste processo o calor e luminosidade das estrelas, esta fase que ocorre a conversão de hidrogênio em hélio é chamada de sequência principal. Quando a estrela esgota seu combustível de hidrogênio ela começa a fundir o hélio resultante do processo em elementos mais pesados, como por exemplo o berílio, e em elementos mais pesados ainda como o oxigênio. Dependendo do tamanho da estrela, ela pode ejetar suas camadas mais externas para o espaço na chamada nebulosa planetária devido as suas instabilidades internas ou a estrela pode explodir em uma supernova (ou hipernova) que produzirá elementos ainda mais pesados se ela tiver, em média, 10 vezes mais massa que o Sol.
Vários elementos muito pesados da tabela periódica foram produzidos em laboratório por meio de fusão nuclear acelerando e chocando 2 átomos (assim como nas estrelas) para formar um novo, como por exemplo o Copernício. São processos de produção bem onerosos e difíceis de se obter resultados. Em geral estes elementos artificiais são muito instáveis e rapidamente decaem em segundos ou em menos tempo para elementos estáveis. Todos os elementos da tabela periódica maiores que o urânio, ou seja, a partir do número atômico 93, são artificiais, sintetizados em laboratório.
A fissão nuclear também é outro modo de produzir outros elementos químicos a partir de uma matéria prima e é muito mais conhecida por ser utilizada em armamentos nucleares e usinas nucleares, onde elementos radioativos instáveis perdem prótons e/ou nêutrons com o tempo se tornando estáveis ou em outro elemento químico.
Atualmente tanto para a fissão nuclear como para a fusão nuclear a ciência não possui tecnologia possível para tornar ambos os processos mais fáceis, controláveis e baratos. É possível que no futuro a ciência encontre um meio de produzir elementos a partir de outro de maneira mais viável e fácil, tudo dependerá das tecnologias e conhecimentos a medida que forem se desenvolvendo e acumulando. Quando isto acontecer surgirá a possibilidade de se criar elementos raros como o ouro a partir de elementos próximos do mesmo na tabela periódica, como a platina, ou de elementos mais comuns como o ferro. A escassez de certos elementos raros, como as terras raras, deixaria de existir.